# 잭 캐시디

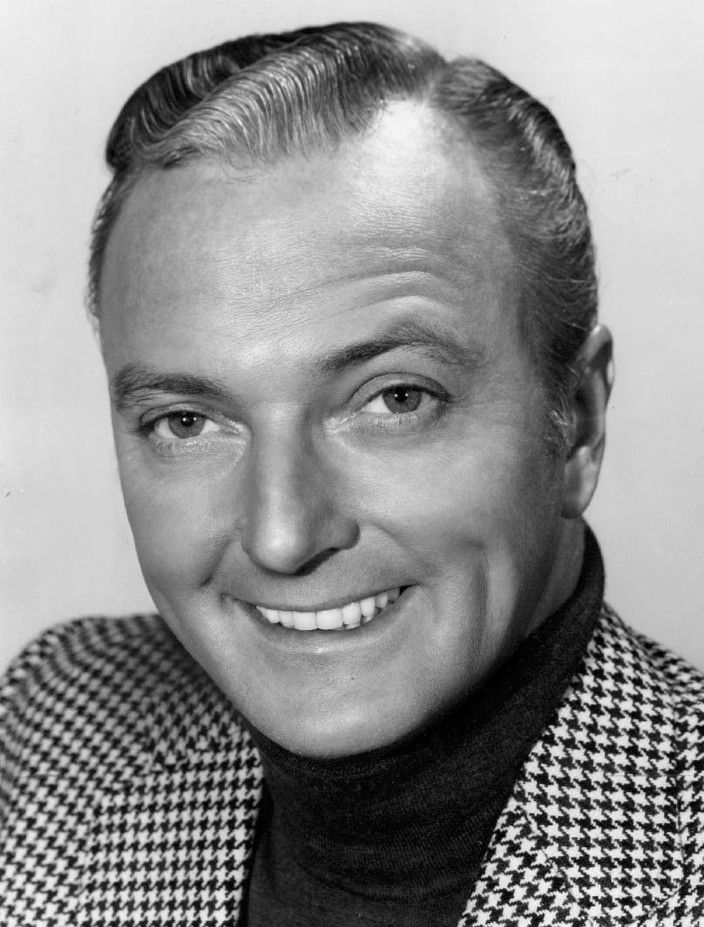

잭 캐시디(Jack Cassidy, 1927년 3월 5일 ~ 1976년 12월 12일)는 미국의 가수, 배우이다.
퀸스에서 태어났으며 할리우드에서 사망하였다.

## 출연 작품
- 어나더 라이프 (2001년)
- 에드가 후버의 개인 파일 (1977년)
- 어느 코미디언의 눈물 (1976년)
- 아이거 빙벽 (1975년)
- 노인 강도 (1971년)
- 엔더슨빌 트라이얼 (1970년)
- 더 채프먼 리포트 (1962)
- 미스터 마구의 크리스마스 캐롤 (1962년)

### 텔레비전
- 아내는 요술쟁이 (1968-70)